# Guillaume II. Talvas de Bellême
Guillaume II. Talvas (* um 995; † 1052 auf der Burg von Domfront) aus dem Haus Bellême war Herr von Bellême und Alençon. Er war der Sohn von Guillaume I. de Bellême und Mathilde de Condé-sur-Noireau.

## Biografie
Guillaume II. übernahm die Herrschaft in Bellême nach der Ermordung seines Bruders Robert I. durch Gauthier de Sordains (Robert hatte den Vater und die Brüder Gauthiers, nachdem er sie in einer Schlacht gefangen genommen hatte, aufhängen lassen). Sein Ruf war der eines grausamen, gnadenlosen und tyrannischen Herren.
Der Geschichtsschreiber Wilhelm von Jumièges berichtet, Guillaume habe seine erste Ehefrau, mit der er unzufrieden war, von zwei Räubern vor dem gesamten Volk erdrosseln lassen, als sie auf dem Weg in die Kirche war. Kurz danach schloss er eine zweite Ehe mit Haberge de Beaumont, Tochter von Raoul V. de Beaumont, Vizegraf von Maine. Bei der Hochzeit kam es dann zu der Tat, für die er heute noch bekannt ist: Er hatte Guillaume Giroie eingeladen, den Herrn von Montreuil-l’Argillé, Échauffour und Saint-Céneri, den er auch mehrere Tage lang bewirtete, bevor er ihn verhaften ließ. Guillaume Talvas gab den Befehl, seinen Gast zu verstümmeln, und brach anschließend zu einer Jagd auf. Guillaume Giroie wurde daraufhin vor dem versammelten Volk von Alençon geblendet, ihm wurden Ohren und Nase abgeschnitten und er wurde entmannt (Guillaume Giroie überlebte die Tortur und ging Jahre später dann ins Kloster). Die Brüder Guillaumes, Raoul, genannt le Mal Couronné, und Robert verwüsteten daraufhin Guillaumes Land und belagerten ihn in seiner Burg.
Sein eigener Sohn aus seiner ersten Ehe, Arnoul, war es dann, dem es gelang, ihn außer Landes zu jagen, allerdings profitierte Arnoul nicht lange von seinem Erfolg, da er selbst im Bett erwürgt wurde – nach Wilhelm von Jumièges im Auftrag seines Vaters. Die nun folgenden Ereignisse sind unklar. Es scheint, dass Guillaume den Grafen von Anjou um Hilfe gebeten hatte, die ihm auch zugesagt wurde. Andererseits revoltierten nun Alençon und Domfront gegen den Herzog, woraufhin Wilhelm II. von Normandie mit Erfolg einen Feldzug anstrengte, um die Rebellen zu unterwerfen und die Kontrolle über die Herrschaft Bellême zurückzuerlangen. Ordericus Vitalis berichtet, dass die Familie Montgommery Guillaume wieder an die Macht brachte, und Roger II. de Montgommery dafür im Gegenzug die Hand seiner Tochter – und nunmehrigen Alleinerbin – Mabile de Bellême erhielt. Er scheint darüber hinaus, dass Herzog Wilhelm diese Heirat gefordert hat, um die Ruhe an der Südgrenze der Normandie wiederherzustellen und gleichzeitig das Gebiet über seine Vertrauten Montgommery enger an sich zu binden.

## Nachkommen
Aus seiner Ehe mit Hildeburge hatte er drei Kinder:
1. Arnoul, der seinen Vater verjagte und selbst ermordet wurde
2. Mabile de Bellême, ⚭ Roger II. de Montgommery

Seine Ehe mit Haberge de Beaumont blieb kinderlos.
Darüber hinaus hatte er noch einen unehelichen Sohn von einer unbekannten Frau, Olivier de Mesle, der im Verdacht stand, seinen Halbbruder Arnoul ermordet zu haben.